# Dan Zahavi
Dan Zahavi (født 6. november 1967, København) er en dansk filosof. Han er professor i filosofi ved Københavns Universitet.

## Biografi
Dan Zahavi er født i København og studerede først filosofi ved Københavns Universitet. Han fik sin ph.d.-grad i 1994 fra Husserl Arkivet ved Katholieke Universiteit Leuven, Belgien, vejledt af Rudolf Bernet. I 1999 forsvarede han sin disputats ved Københavns Universitet. I 2002 blev han professor i filosofi og leder af Center for Subjektivitetsforskning ved Københavns Universitet. Fra 2018-2021 var han også ansat som professor i filosofi ved University of Oxford.

## Arbejde
Zahavi skriver om fænomenologi (særligt Edmund Husserls filosofi) og bevidsthedsfilosofi. I sine udgivelser har han særligt beskæftiget sig med emner som selv, selvbevidsthed, intersubjektivitet og social kognition. Han er medredaktør på tidsskriftet Phenomenology and the Cognitive Sciences. Zahavis udgivelser er oversat til mere end 30 sprog.

## Før-refleksiv selvbevidsthed og det minimale selv
En central del af Zahavis arbejde vedrører forholdet mellem bevidsthedsstrømmen, selvbevidstheden og selvet. Han har i adskillige bøger og artikler forsvaret eksistensen og betydningen af den før-refleksive selvbevidsthed, og argumenteret for at vores oplevelsesliv er kendetegnet ved en type selvbevidsthed som er mere fundamental end den refleksive form for selvbevidsthed man kan finde i f.eks. introspektionen. Zahavi har også argumenteret for at en bevidsthedsteori som ønsker at tage oplevelseslivets subjektive dimension seriøst må operere med et minimalistisk begreb om selv, med hvad han har kaldet det minimale eller oplevelsesmæssige selv. Mere generelt, har Zahavi kritiseret diverse reduktionistiske bevidsthedsteorier, og insisteret på subjektivitetens og første-persons perspektivets teoretiske betydning.
I sit arbejde med disse emner, har Zahavi bl.a. samarbejdet og debatteret med psykiatere, udviklingspsykologer, og eksperter indenfor buddhistisk tænkning. Blandt kritikerne kan nævnes forskere som benægter selvets eksistens, eller eksistensen af før-refleksiv selvbevidsthed.

## Empati og social kognition
En anden del af Zahavis arbejde har omhandlet diverse aspekter af intersubjektivitet, empati og social kognition. Hans PhD afhandling forsvarede en fænomenologisk tilgang til intersubjektiviteten. I efterfølgende artikler og bøger har han specielt behandlet empatiens struktur og rolle. Han har forsvaret den interpersonelle forståelses kropslige og kontekstuelle karakter, og har kritiseret dominante positioner indenfor den såkaldte theory of mind debat, herunder simulationsteorien og teori-teorien.

## Skam og kollektiv intentionalitet
Siden 2010 har Zahavi i stigende grad arbejdet med sociale følelser og med emner indenfor social ontologi. Han har skrevet om skam, om fælles følelser, vi-oplevelser, kollektiv intentionalitet, og om jeg-du forholdets betydning.

## Fænomenologi
Sideløbende med sit systematiske arbejde har Zahavi også skrevet om fænomenologi, i særdeleshed Edmund Husserls filosofi. Han har argumenteret for at fænomenologien er en potent og systematisk overbevisende stemme som den aktuelle bevidsthedsfilosofi og kognitionsforskning ikke bør ignorere. Udover at levere omfattende analyser af Husserls teorier om intersubjektivitet, og selv- og tidsbevidsthed, har Zahavi i diverse publikationer også diskuteret Husserls transcendentalfilosofi og fænomenologiens metafysiske implikationer. En gennemgående pointe har været en afvisning af hvad Zahavi betragter som forsimplede fremstillinger af Husserl; redegørelser som fremstiller Husserl som solipsist og subjektiv idealist. I stedet har Zahavi fremhævet kontinuiteten mellem Husserls fænomenologi og senere fænomenologer, i særdeleshed Merleau-Ponty.

## Center for Subjektivitetsforskning
Zahavi er leder af Center for Subjektivitetsforskning (CFS), som blev grundlagt i 2002 på baggrund af en bevilling fra Danmarks Grundforskningsfond. Siden 2002 har CFS bl.a. arbejdet med emner vedrørende selvets og socialitetens struktur og beskaffenhed. Centeret har en eksplicit tværvidenskabelig forskningsstrategi som involverer samarbejde mellem forskellige filosofiske traditioner og mellem filosofi og empirisk forskning, herunder særlig psykiatri. Efter at fondsstøtten fra Danmarks Grundforskningsfond ophørte i 2012, har CFS fortsat sin forskning med støtte fra en række andre danske og europæiske fonde. Siden 2010 har CFS afholdt en årlig sommerskole i fænomenologi og bevidsthedsfilosofi som typisk tiltrækker omkring 100 deltagere fra hele verden. 

## Udvalgte værker
Zahavi har skrevet flere bøger, heriblandt:
- Intentionalität und Konstitution: Eine Einführung in Husserls Logische Untersuchungen. Museum Tusculanums Forlag 1992.
- Husserl und die transzendentale Intersubjektivität. Kluwer Academic Publishers 1996. (Oversat til engelsk)
- Self-awareness and Alterity. Northwestern University Press 1999. (Oversat til japansk)
- Husserl’s Phenomenology. Stanford University Press 2003. (Oversat til dansk, japansk, kinesisk, tysk, georgisk, græsk, italiensk, polsk, kroatisk, persisk, portugisisk, koreansk, rumænsk)
- Subjectivity and Selfhood: Investigating the first-person perspective. MIT Press 2005. (Oversat til kinesisk)
- Phänomenelogie für Einsteiger. Wilhelm Fink Verlag 2007. (Oversat til islandsk, dansk, japansk)
- The Phenomenological Mind (med Shaun Gallagher). Routledge 2008. (Oversat til ungarsk, dansk, italiensk, japansk, koreansk)
- The Phenomenological Mind. 2nd Edition (med Shaun Gallagher). Routledge 2012. (Oversat til spansk, polsk)
- Self and Other: Exploring Subjectivity, Empathy, and Shame. Oxford University Press 2014. (Oversat til japansk)
- Husserl's Legacy: Phenomenology, Metaphysics, and Transcendental Philosophy. Oxford University Press 2017.
- Phenomenology: The basics. Routledge 2019.

Zahavi er også redaktør på mere end ti bind, heriblandt:
- The Oxford Handbook of Contemporary Phenomenology. Oxford University Press 2012.
- The Oxford Handbook of the History of Phenomenology. Oxford University Press 2018.

## Hæder
Zahavi har modtaget en række æresbevisninger (honors, eng.) og priser, heriblandt:
- 2000: The Edward Goodwin Ballard Prize in Phenomenology
- 2000: Sølvmedaljen fra Videnskabernes Selskab
- 2001: Indvalgt i Institut International de Philosophie
- 2006: EliteForsk-prisen fra Uddannelses- og Forskningsministeriet. Prisen gives til en fremragende dansk forsker der har ydet et vigtigt bidrag til dansk videnskab.
- 2007: Indvalgt i Videnskabernes Selskab
- 2011: Carlsbergfondets forskningspris  efter indstilling fra Videnskabernes Selskab. Prisen gives for afgørende bidrag til grundforskning.
- 2012: Andenudgaven af The Phenomenological Mind blev valgt af Choice: Current Reviews for Academic Libraries, som Outstanding Academic Title
- 2013: Dansk Magisterforenings forskningspris for humaniora[32]
- 2014: Udnævnt til Honorary President af The Nordic Society for Phenomenology (NoSP)
- 2017: Tildelt Ridderkorset af Dannebrogordenen
- 2019: Modtager af en Advanced Grant fra European Research Council

## Eksterne link
- Københavns Universitet: Dan Zahavi
- Interview med Dan Zahavi Arkiveret 21. februar 2019 hos  Wayback Machine
- Google Scholar
- Academia.edu